# Параболический цилиндр

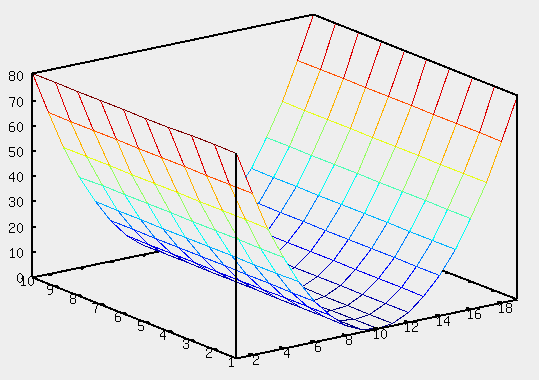
Параболический цилиндр.

Параболи́ческий цили́ндр — цилиндрическая поверхность второго порядка, для которой направляющей служит парабола. Её получают при перемещении образующей прямой по направляющей параболе. Тогда следом от перемещения прямой по параболе будет параболический цилиндр.
Каноническое уравнение:
{\displaystyle y^{2}=2px},
где {\displaystyle p} — расстояние от фокуса параболы до её директрисы.
При {\displaystyle p=0} поверхность вырождается в плоскость.

## Свойства
Параболический цилиндр фокусирует параллельный пучок лучей в линию, образованную из фокусов парабол, являющихся сечениями цилиндра плоскостями, перпендикулярными образующей. Благодаря этому свойству рефлекторы инфракрасных обогревателей и прожекторов с линейными источниками света (линейные галогенные или трубчатые ксеноновые лампы) часто изготавливаются в форме параболического цилиндра.